# Cratere Alhazen
Alhazen è un cratere lunare di 34,65 km situato nella parte nord-orientale della faccia visibile della Luna.
Il cratere è dedicato all'astronomo arabo Alhazen.

## Crateri correlati
Alcuni crateri minori situati in prossimità di Alhazen sono convenzionalmente identificati, sulle mappe lunari, attraverso una lettera associata al nome.
| Alhazen | Coordinate            | Diametro (in km) |
| ------- | --------------------- | ---------------- |
| A       | 16°10′12″N 74°18′00″E | 16,14            |
| D       | 19°40′48″N 75°10′12″E | 34,23            |